# David Verdaguer i Ruiz
David Verdaguer i Ruiz (Malgrat de Mar, 28 de setembre de 1983) és un actor de teatre, cinema i televisió català. Ha desenvolupat gairebé tota la seva carrera professional a Catalunya, especialment en televisió i teatre.

## Trajectòria
Va començar a treballar a TV3 quan encara no havia complert 20 anys amb petits papers en sèries com El cor de la ciutat (2002-2003), Plats bruts (2001) i Ventdelplà (2005). El 2006 s'incorpora com a reporter de l'espai d'humor Alguna pregunta més?. El 2008 va aconseguir el seu primer paper regular en la sèrie catalana Zoo, on va interpretar a Santi durant l'única temporada que la sèrie va estar en emissió.
El 2009 va tenir una petita aparició en la pel·lícula Tres dies amb la família, de Mar Coll. També aquest any va encapçalar el programa d'humor de TV3 Prepara't per a la TDT, un programa didàctic per informar els espectadors de l'apagada analògica i el canvi a la TDT.
El 2011 va formar part del repartiment de la TV movie de dos capítols Barcelona, ciutat neutral, ambientada en l'inici de la Primera Guerra Mundial. A més es va incorporar al rodatge de la segona temporada de la sèrie de to còmic de TV3 La Sagrada Família. També va participar la sitcom de canal 33 Pop Ràpid, al costat de Miki Esparbé i Alain Hernández entre d'altres.
Ha participat en les dues temporades de la sèrie per Internet creada per Roger Coma Les coses Grans interpretant a Ferrer. La websèrie, la primera temporada va ser estrenada el 2013, compta també amb el mateix Coma com a actor a més de Mar Ulldemolins, Pep Ambròs i Margalida Grimalt. La segona temporada s'estrena el desembre de 2015.
Entre 2013 i 2014 va formar part dels programes d'humor de la productora Minoria Absoluta Polònia i Crackòvia. Hi va participar com a imitador posant-se en la pell de personatges relacionats amb la política i l'esport com Ramon Espadaler, Neymar i Gareth Bale. A Crackòvia també va ser presentador del programa durant una temporada al costat de Joan Rufas.
El 2014 va protagonitzar al costat de Natalia Tena l'òpera prima del director català Carles Marquès-Marcet 10.000 km. La seva interpretació el va portar a guanyar un Premi Gaudí a millor actor protagonista i aconseguir una nominació com a millor actor revelació en els Premis Goya i com a millor actor protagonista en els Premis Feroz.
El 2015 va participar com a actor de repartiment en la primera pel·lícula dirigida per Leticia Dolera Requisits per ser una persona normal que van protagonitzar la mateixa Dolera i Manuel Burque.
En 2016 s'incorpora al repartiment de Nit i dia, thriller realista de la televisió autonòmica catalana TV3 que protagonitza Clara Segura. Verdaguer interpreta Pol Ambrós, un forense que treballa amb la protagonista a l'Institut de medicina legal de Catalunya. La segona temporada es va estrenar l'abril de 2017 en horari de màxima audiència. També en 2016 estrena el thriller diplomàtic L'Ambaixada, emès en Antena 3. Verdaguer va interpretar a Romero, un periodista que incomoda els habitants de l'ambaixada espanyola a Bankok, en la primera i única temporada emesa. Al novembre d'aquest mateix any, s'estrena la pel·lícula No culpis el karma del que et passa per gilipolles, adaptació de la novel·la homònima de Laura Norton al costat de Verónica Echegui i Àlex García. També participa com a actor de repartiment en la cinta 100 metres, dirigida per Marcel Barrena i protagonitzada per Alexandra Jiménez i Dani Rovira.
A l'estiu de 2017 estrena la cinta independent Estiu 1993, primer llargmetratge de la directora Carla Simón. Verdaguer protagonitza la pel·lícula al costat de Bruna Cusí i la petita Laia Artigas. El film ha estat presentat en importants festivals de cinema com la Berlinale i el Festival de Màlaga, aconseguint en les dues cites una gran acceptació per part de públic i crítica. Va ser triat en 2017 per la Acadèmia de les Arts i les Ciències Cinematogràfiques d'Espanya per representar Espanya en els Premis Oscar.
Des del juny de 2021 forma part de la nova Junta de l'Acadèmia del Cinema Català, presidida per la directora Judith Colell i Pallarès.

## Obra

### Cinema
- 2014: 10.000 km
- 2016: No culpis el karma del que et passa per gilipolles
- 2017: Estiu 1993
- 2017: Terra ferma
- 2018: La bona espera
- 2018: Lo dejo cuando quiera
- 2019: 7 raons per fugir
- 2019: Els dies que vindran
- 2020: Hogar
- 2020: Uno para todos
- 2022: Saben Aquell

### Televisió
Ha aparegut en diversos programes de televisió, principalment a Televisió de Catalunya.
- 2001: Plats Bruts
- 2002-2003: El cor de la ciutat
- 2004: Alguna pregunta més?
- 2005: Ventdelplà
- 2008: Crackòvia
- 2011: La sagrada família
- 2008: Zoo
- 2013: Les coses grans
- 2016: Nit i dia

## Reconeixements

### Premis
- 2015: Gaudí al millor actor per 10.000 km.
- 2015: Millor Parella d'Actors (amb Natalia Tena) al Festival SXSW d'Austin, per 10.000 km.[24]
- 2018: Gaudí al millor actor per Terra ferma.
- 2024: Gaudí al millor actor per Saben aquell.
- 2024: Goya al millor actor per Saben aquell.[25]

### Nominacions
- 2014: Goya al millor actor revelació per 10.000 km.
- 2016: Premi Butaca al millor actor de musical per Molt soroll per no res.[26]
- 2017: Gaudí al millor actor secundari per 100 metres.
- 2018: Gaudí al millor actor secundari per Estiu 1993.
- 2020: Gaudí al millor actor per Els dies que vindran.